# Sefoyan
Sefoyan is een bestuurslaag in het regentschap Simeulue van de provincie Atjeh, Indonesië. Sefoyan telt 454 inwoners (volkstelling 2010).